# Kahlerita
La kahlerita és un mineral de la classe dels fosfats, que pertany al grup de l'autunita. Rep el nom en honor de Franz Kahler (Karolinenthal, República Txeca, 23 de juny de 1900 - Sankt Veit an der Glan, Àustria, 6 d'agost de 1995), geòleg del Landmuseum de Carinthie, a Klagenfurt, Àustria.

## Característiques
La kahlerita és un arsenat de fórmula química Fe(UO₂)₂(AsO₄)₂·12H₂O. Cristal·litza en el sistema tetragonal. La seva duresa a l'escala de Mohs es troba entre 2 i 2,5.
Segons la classificació de Nickel-Strunz, la kahlerita pertany a «08.EB: Uranil fosfats i arsenats, amb ràtio UO₂:RO₄ = 1:1» juntament amb els següents minerals: autunita, heinrichita, novačekita-I, saleeïta, torbernita, uranocircita, uranospinita, xiangjiangita, zeunerita, metarauchita, rauchita, bassetita, lehnerita, metaautunita, metasaleeïta, metauranocircita, metauranospinita, metaheinrichita, metakahlerita, metakirchheimerita, metanovačekita, metatorbernita, metazeunerita, przhevalskita, metalodevita, abernathyita, chernikovita, metaankoleïta, natrouranospinita, trögerita, uramfita, uramarsita, threadgoldita, chistyakovaïta, arsenuranospatita, uranospatita, vochtenita, coconinoïta, ranunculita, triangulita, furongita i sabugalita.

## Formació i jaciments
Va ser descoberta a la secció Knichte, situada al districte de Lölling (Caríntia, Àustria). Encara a Àustria també ha estat descrita al districte de Mitterberg (Salzburg), així com a la República Txeca, França, Alemanya, Escòcia, Polònia i Namíbia. Als territoris de parla catalana ha estat descrita a la mina Eureka (La Torre de Cabdella, Pallars Jussà).